# Joseph Merk (Politiker)
Joseph Merk (* 21. Dezember 1780 in Donaueschingen; † 26. Januar 1845 in Karlsruhe) war ein badischer Jurist, Amtmann, Ministerialrat und Abgeordneter.

## Leben
Merk war der Sohn des fürstenbergischen Archivars Peregrin Merk. Er besuchte das Fürstenberg-Gymnasium Donaueschingen und studierte an der Universität Freiburg Rechtswissenschaften.
1827 gehörte er zu den Gründungsmitgliedern der Gesellschaft für Beförderung der Geschichtskunde zu Freiburg und 1833 publizierte er einen Aufsatz über die Hauensteinischen Einungen.

### Der Jurist
Nach dem Studium (1803) war er zunächst als Anwalt tätig um dann 1806 als Obervogtamtssekretär zum standesherrschaftlich fürstenbergischen Amt nach Stühlingen zu wechseln. 1812 avancierte er als zweiter Beamter zum Amtmann in Hüfingen. 1814 bis 1822 wirkte er als Amtsvorstand im nun badischen Bezirksamt Stühlingen und wurde dann aus gesundheitlichen Gründen auf unbestimmte Zeit beurlaubt, wobei er noch Aufgaben beim Hofgericht Freiburg wahrnahm. Nach seiner Genesung wurde er hier 1825 Hofgerichtsrat und wechselte 1834 mit der Ernennung zum Ministerialrat ins Justizministerium in Karlsruhe, wo er 1836 zum Geheimen Referendär ernannt wurde. Er war Mitherausgeber der Annalen der Großherzoglich Badischen Gerichte. 1844 trat Merk in den Ruhestand.

### Der Abgeordnete
1831 wurde er im Wahlbezirk der Ämter Blumberg, Stühlingen, Bonndorf, Löffingen und Neustadt (A4) zum Abgeordneten der zweiten Kammer der badischen Ständeversammlung gewählt. Zuvor wurde der Wahlbezirk durch Johann Georg Duttlinger vertreten, der 1831 aber in den Wahlkreis Freiburg (A13) wechselte. 1835 – nach seinem Wechsel ins Karlsruher Justizministerium – bis 1841 vertrat er dann den Stadtwahlbezirk Offenburg (S5). Auf den Landtagen von 1833 und 1837 wurde Merk zum zweiten Vizepräsidenten gewählt und bildete mit Mittermaier und Duttlinger das Präsidium. Er gehörte zur liberalen Opposition und setzte sich für die Emanzipation der Juden ein. Zudem war er ein Befürworter der Versammlungs- und Pressefreiheit.